# Hoge Veluwe-conferentie

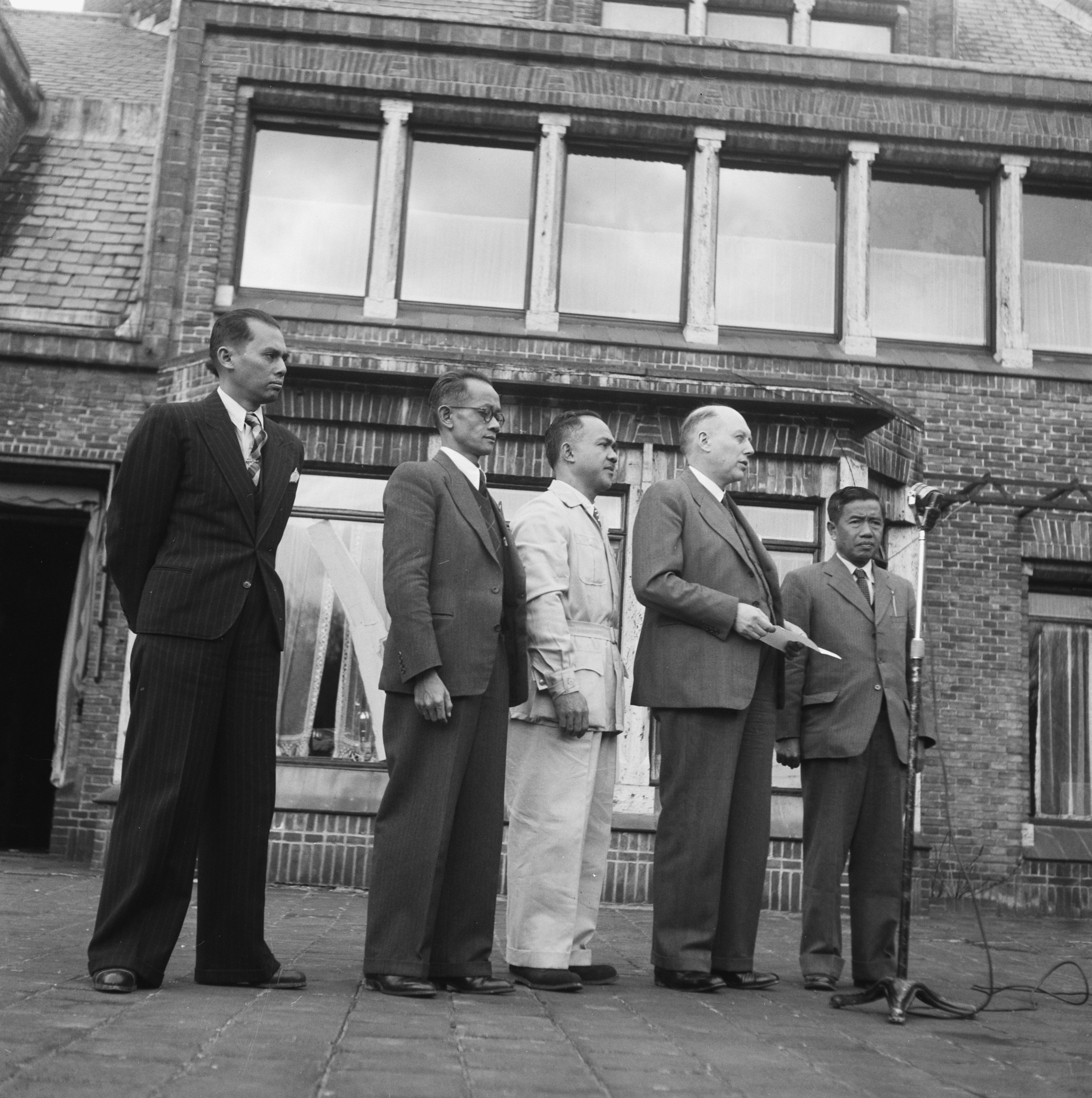
Van links naar rechts: Soedawono, Soewardi, Abdoel Karim Pringgodigdo, Wim Schermerhorn en overste Soerio Sandosso

De Hoge Veluwe-conferentie vond tussen 14 en 24 april 1946 plaats tussen vertegenwoordigers van de Nederlandse regering en die van de republiek Indonesië op het jachtslot St. Hubertus. Luitenant-gouverneur-generaal Van Mook, bestuurder van Nederlands-Indië, was in maart 1946 besprekingen begonnen met de Indonesische premier Soetan Sjahrir, waarin hij de mogelijkheid opperde om tot een federaal Indonesië te komen. Deze gesprekken verliepen vrij goed en vormden de grondslag voor het organiseren van de Hoge Veluwe-conferentie. 
De conferentie mislukte door verschil van inzicht over hoe de Indonesische Republiek door Nederland (de facto) erkend zou moeten worden. Bovendien was er vanuit beide partijen om verschillende redenen terughoudendheid om überhaupt tot concrete afspraken te komen.
Het wordt wel aan Van Mook geweten dat deze per se de conferentie doorgang wilde laten vinden om een beslissing te forceren, terwijl beide partijen, maar vooral Nederland, daar op dat moment eigenlijk nog niet toe in staat waren.
De conferentie leverde dan ook geen concrete resultaten op, al was de Nederlandse regering bereid te erkennen dat de Republiek het feitelijke gezag uitoefende op (het grootste deel van) Java.

## Achtergrond
Op 17 augustus 1945, twee dagen na de Japanse capitulatie, werd door Soekarno en Hatta eenzijdig de Indonesische onafhankelijkheid uitgeroepen. Nederland, dat militair nauwelijks bij de bevrijding van Indonesië betrokken was geweest, erkende deze niet. De Britten namen tijdelijk het gezag over op Java en Sumatra. Daarna volgde een chaotische periode, waarin het Britse gezag grotendeels beperkt bleef tot de grote steden en de rest van de eilanden de facto republikeins gebied was. Er vonden moordpartijen en andere wreedheden plaats door milities op Nederlanders en andere etnische minderheden (met name Chinezen), de zogeheten Bersiap. De Britten lieten aanvankelijk nauwelijks Nederlandse troepen op Java en Sumatra toe, omdat ze bang waren voor verdere escalatie.

## Voorbereiding
Bij de Nederlandse regering begon het inzicht door te breken dat men moest gaan onderhandelen. Indonesiërs die in de ogen van de Nederlanders hadden ‘geheuld’ met de Japanse bezetter, zoals Soekarno, werden echter als gesprekspartner uitgesloten. 
Van Van Mook was het idee afkomstig van een federaal Indonesië, waarvan de Republiek slechts een onderdeel zou zijn (Verenigde Staten van Indonesië). Het idee erachter was dat Nederland nog invloed kon behouden door de interne tegenstellingen, zoals de weerstand tegen de hegemonie van Java, uit te buiten. Dit ging al veel verder dan het officiële standpunt van de Nederlandse regering, die vasthield aan de rijkseenheid, waarbij Indonesië bestuurd bleef worden door een Gouverneur-Generaal; zelfbeschikking was daarmee een wassen neus.
Weliswaar liet minister Logemann van Overzeese Gebiedsdelen in februari 1946 weten dat Nederland het zelfbeschikkingsrecht van de Indonesiërs in principe erkende, daarmee aansluitend bij de rede van koningin Wilhelmina op 7 december 1942, die repte van het houden van een rijksconferentie over zelfstandigheid van de overzeese gebiedsdelen. Maar een concreet traject naar onafhankelijkheid werd daarmee niet geboden. 
In maart 1946 werden besprekingen begonnen onder leiding van de Brits-Australische diplomaat Archibald Clark Kerr tussen Van Mook en de Indonesische premier Soetan Sjahrir, die de deur openden naar een daadwerkelijke conferentie. Van Mook wekte in die besprekingen de verwachting dat een federaal Indonesië, met daarin de republiek geïncorporeerd, voor Nederland aanvaardbaar was.
Van Mook zou op de Hoge Veluwe-conferentie, naast vier ministers, de voornaamste onderhandelaar namens Nederland worden en zijn concept van de Verenigde Staten van Indonesië werd door de regering-Schermerhorn overgenomen, maar als deel van het Koninkrijk, met een overgangstijd van tien jaar.

## Conferentie
Tijdens de conferentie bleven de partijen op kardinale punten verschil van mening hebben. Nederland erkende alleen gezag van de Republiek over Java en niet over Sumatra; ook wilde Nederland niet dat de Republiek een rol zou spelen in een regeling voor de gebieden buiten Java en Sumatra. De Nederlandse regering hield kortom vast aan haar verklaring van 10 februari 1946, die uitging van een Gemenebest Indonesië als deelgenoot in het Koninkrijk, met een overgangstijd van tien jaar. De Indonesiërs, die verwacht hadden in gesprek te gaan over een federaal Indonesië, konden zich met dit uitgangspunt niet verenigen.
De vertegenwoordigers van de Republiek hadden daarnaast geen mandaat om beslissingen te nemen, terwijl de Nederlandse regering zich eveneens niet vrij achtte om te beslissen, omdat als gevolg van de Duitse bezetting het in feite nog een noodkabinet (Kabinet-Schermerhorn-Drees) betrof, gecontroleerd door een noodparlement, in afwachting van verkiezingen.
Daarmee bleef de conferentie dan ook zonder resultaat.

## Nasleep in Nederlands parlement
Logemann verklaarde na de mislukte onderhandelingen op 2 mei 1946 in de Tweede Kamer dat de Republik Indonesia (feitelijk was dat in 1946 Java en Sumatra) alleen als onderdeel van een federatief Indonesisch gemenebest zelfstandig kon worden, en dat van erkenning van die Republiek als soevereine staat geen sprake kon zijn, zelfs als dat op basis van een nauwe staatkundige band met Nederland zou zijn. 
Vier dagen later, tien dagen voor de verkiezingen, debatteerde de Tweede Kamer hierover. De PvdA en de KVP waren voorstander van voortzetting van de onderhandelingen. De KVP’er Max van Poll diende een motie in om spoedig een rijksconferentie bijeen te roepen. Gezien de naderende verkiezingen was dit een boodschap aan het toekomstige kabinet. De overige confessionele partijen en de liberalen verzetten zich tegen het regeringsbeleid. Men was bang dat onderhandelingen ertoe zouden leiden dat het koninkrijk uiteen zou vallen, of men was zelfs van mening dat de vertegenwoordigers van de Republiek nooit als onderhandelingspartner hadden moeten worden erkend. De CPN sprak zich als enige volmondig uit voor het zelfbeschikkingsrecht van Indonesië. 
De motie-Van Poll kreeg een ruime meerderheid. Tegen stemden ARP, CHU (met uitzondering van Jan Krijger), PvdV en SGP. Ook de CPN-fractie steunde de motie-Van Poll. 
De verkiezingen kort daarop versterkten de positie van de voorstanders. De ARP verloor vier zetels ten opzichte van het Noodparlement, waar tegenover wel winst van twee zetels voor de liberalen stond.

## Gevolgen
Het mislukken van de conferentie leidde tot een verharding in de standpunten. De Republikeinen hadden ondervonden dat in Nederland het conservatieve kolonialisme overheerste en keerden teleurgesteld terug naar Indonesië. De Republiek liet het idee van een gemenebest vallen en streefde nu naar volledige zelfbeschikking, hoogstens met een volkenrechtelijke band met Nederland.
In Nederland bleef het gebrek aan inzicht in de situatie overzee de beleidsmakers parten spelen. Zowel in de politiek als de publieke opinie overheerste nog steeds de idee van 'Ons Indië' en rijkseenheid. De republikeinen werden gezien als oproerkraaiers, waarmee gesprekken gelijkstonden aan landverraad.
Van Mook bleef proberen het concept van een federatie te realiseren. Van 16 tot 25 juli 1946 kwamen vertegenwoordigers van de Grote Oost, Banka, Billiton en de Riouwarchipel in Malino tot overeenstemming om te streven naar een federatie.
In november 1946 kwamen onder Britse bemiddeling Nederland en de Republiek Indonesië in Linggadjati alsnog tot een overeenkomst. De Republiek zegde toe mee te werken aan de vorming van een federale Indonesische staat die deel uitmaakte van een Nederlands-Indonesische Unie en Nederland erkende dat de Republiek Indonesië op Java en Sumatra de feitelijke macht bezat. De ratificatie en interpretatie van de Nederlanders van dit akkoord zou echter weer tot onoverkomelijke meningsverschillen leiden.   